# انتخابات الرئاسة الهندية 2012
انتخابات الرئاسة الهندية 2012 هي الانتخابات الرئاسية التي جرت في 2012، لانتخاب رئيس الهند، فاز بالانتخابات براناب مخرجي.